# برادران مانتی
مارکو مانتی (ایتالیایی: Marco Manetti؛ زادهٔ ۱۵ ژانویهٔ ۱۹۶۸) و آنتونیو مانتی (ایتالیایی: Antonio Manetti؛ زادهٔ ۱۶ سپتامبر ۱۹۷۰) مشهور به برادران مانتی (ایتالیایی: Manetti Bros)، دو برادر کارگردان و تهیه‌کننده فیلم هستند. آنها از سال ۱۹۹۵ میلادی تاکنون مشغول فعالیت بوده‌اند.
از فیلم‌ها یا مجموعه‌های تلویزیونی که وی در آن‌ها نقش داشته‌است، می‌توان به دیابولیک: تو کی هستی؟، آموری و مالاویتا و طبقه ۱۷ اشاره نمود.